# Корицінські

Герб Топор.

Кориці́нські (пол. Koryciński, Korycińscy) — польський шляхетський рід гербу Топор. Походив з Підляшшя. Перші писемні згадки — XV століття. Представники роду первісно підписувалися «з Яблонни», згодом — «з Коритна». Шимон Окольський сказував, що сандомирський каштелян Ян з Пільці, дідич Яблонної, найчастіше «резидував» у маєтку в Коритні, звідки й пішло прізвище.

## Представники
- Миколай — староста пшендецький
  - Кшиштоф — каштелян войніцький, воєвода сандомирський
    - Ян — староста ґнєвкувський

  - Єнджей
  - Миколай
    - Стефан Корицінський (1617–1658) — великий канцлер коронний (1653–1658).
- Францішек — брацлавський каштелян